# Yoshka
Die Yoshka ist ein Schiff der Sea Shepherd Conservation Society, das als Fischerei- und Naturschutzboot von den Galápagos-Inseln eingesetzt wird.

## Geschichte
Das Schiff wurde 1955 als Küstenwachboot der United States Coast Guard mit dem Namen Cape Knox in Dienst gestellt. Das Boot ist Teil der 35 Patrouillenboote umfassenden Cape-Klasse. Alle Schiffe sind 29 Meter lang und verfügen über einen Stahlrumpf mit Aluminiumverstärkung. Sie wurden als U-Jagd-Boote konstruiert und alle auf der United States Coast Guard Yard in Baltimore, Maryland, gebaut. Die Cape Knox gehörte zur B-Subserie und war für SAR-Einsätze ausgestattet: Sie verfügte über Schleppwerkzeug, Netze und Suchscheinwerfer. 1979 wurden die Maschinen des Schiffes erneuert und verstärkt.
Die Sea Shepherd Conservation Society übernahm das Boot im November 1991 und benannte es zunächst nach dem Autor Edward Abbey. Im März 1993 wurde es unter dem Namen Sirenian als kanadisches Forschungsschiff registriert. In dem Film Paul Watson – Bekenntnisse eines Öko-Terroristen ist es als Edward Abbey zu sehen.
Die Organisation setzte das Boot bei ihren Kampagnen gegen japanische Walfänger und gegen Walfänger in der Neah Bay, Washington, ein. Bei diesen Einsätzen war es komplett schwarz angestrichen. Nach Angaben der Organisation wurde an dem Boot 1999 bei einem Hafenaufenthalt in Seattle Sabotage verübt. Im darauffolgenden Jahr wurde es überholt, weiß gestrichen und zunächst für fünf Jahre an den Galapagos National Park Service (GNPS) übergeben. 
2006 wurde das Schiff in Yoshka umbenannt, überholt und mit einem neuen Vertrag dauerhaft an den GNPS übergeben. Obwohl es jetzt nicht mehr von Sea Shepherd selbst betrieben wird, trägt es weiterhin ein Logo der Organisation, weil es von ihr an den GNPS gespendet wurde.

## Einsatz auf den Galápagos-Inseln
Nach der Überholung im Jahr 2000 überführte Sea Sheperd das Boot auf seine neue Position in den Hafen der Galápagos-Insel Santa Cruz. Dort unterhält die Organisation auch ein lokales Büro. 
Das Schiff wird neben den Schiffen Guadalupe River, Sierra Negra und einigen anderen kleineren Booten als Patrouillenboot des Nationalparks und des ecuadorianischen Umweltministeriums eingesetzt. Ziel ist es, illegale Fischerei zu unterbinden.